# Lucius Licinius Crassus
Lucius Licinius Crassus (140-91 v.Chr.) was een Romeinse staatsman en één der meest begaafde redenaars van zijn tijd.
Hij was gehuwd met Mucia, een jongere dochter van de consul Quintus Mucius Scaevola Augur en diens vrouw Laelia, dochter van Gaius Laelius Sapiens. Het paar kreeg twee overlevende kinderen:
- Licinia Crassa Prima of Major, getrouwd met de Praetor van 93 v.Chr., Publius Cornelius Scipio Nasica, de zoon van Publius Cornelius Scipio Nasica Serapio en afstammeling van Scipio Africanus en Scipio Nasica. zij kreeg nakomelingen
- Quintus Caecilius Metellus Pius Cornelianus Scipio Nasica. Deze zoon werd geadopteerd door Quintus Caecilius Metellus Pius, die later pontifex maximus zou worden.

Volgens zowel Plutarchus als Cicero zou verder een Licinia, dochter van Lucius Licinius Crassus, getrouwd zijn met Gaius Marius minor, een (adoptief)zoon van de beroemde Gaius Marius. Dit huwelijk zou in 95 v.Chr. zijn voltrokken; deze datum is echter pure veronderstelling door geleerden, gebaseerd op de bekende politieke alliantie tussen de twee vaders (Crassus en Gaius Marius) en het feit dat, hoewel mannen niet kon trouwen voordat ze 14 werden, leidende geslachten de neiging hadden om deze bepaling te omzeilen om allianties te smeden. Na de dood van Marius de Jongere in 82 v.Chr is over deze Licinia niets bekend.
Crassus koesterde aanvankelijk, net als zijn schoonvader, sympathie voor de sociale hervormingsplannen van de gebroeders Gracchus, maar zeker sinds 106, toen hij Servilius Caepio's conservatieve wet op de gerechtshoven steunde, werd hij een uitgesproken optimaat.
In 95 bekleedde hij het consulaat samen met zijn zwager Quintus Mucius Scaevola Pontifex Maximus, en in die hoedanigheid diende hij de Lex Licinia Mucia de civibus redigendis in, die striktere  normen vastlegde voor de verwerving van het Romeinse burgerrecht, en daardoor een van de aanleidingen tot de Bondgenotenoorlog (91-88 v.Chr.) was.
In 94 werd hij proconsul van Gallia Cisalpina, en in 92 censor, samen met Gnaeus Domitius Ahenobarbus, met wie hij echter ernstige meningsverschillen kreeg
In 91 toonde hij zich een vurig voorstander van de hervormingsvoorstellen van volkstribuun Marcus Livius Drusus. Hij overleed plotseling nadat hij een rede had gehouden tegen Drusus' tegenstander, de consul Lucius Marcius Philippus.
Van zijn redevoeringen zijn slechts enkele fragmenten bewaard gebleven. In menig opzicht doet de levensloop van Lucius Licinius Crassus enigszins denken aan die van Cicero, die hem erg bewonderde.